# Grabowo Kościerskie
Grabowo Kościerskie (kasz. Grabòwò) – wieś kaszubska w Polsce położona w województwie pomorskim, w powiecie kościerskim, w gminie Nowa Karczma. Na południe od miejscowości znajduje się Jezioro Grabowskie.
| SIMC    | Nazwa    | Rodzaj    |
| ------- | -------- | --------- |
| 0167792 | Młynki   | część wsi |
| 0167800 | Ryzakowo | część wsi |

W latach 1954–1959 wieś należała i była siedzibą władz gromady Grabowo Kościerskie, po jej zniesieniu w gromadzie Nowa Karczma. W latach 1975–1998 miejscowość administracyjnie należała do województwa gdańskiego.
Na tutejszym cmentarzu parafialnym spoczywa Renata Gleinert, pianistka, kompozytorka, pedagog.

## Nazwy źródłowe miejscowości
kasz. Grabòwa lub Stôré Grabòwò, niem. Alt Grabau

## Zabytki
- Kościół barokowy z XVII wieku